# هوي جونز
هوي جونز (بالإنجليزية: Howie Jones)‏ هو لاعب كرة قاعدة أمريكي، ولد في 1 مارس 1897 في إروين في الولايات المتحدة، وتوفي في 15 يوليو 1972 في جانيت في الولايات المتحدة.

## وصلات خارجية
- هوي جونز على موقعبيزبول رفرنس.كوم (الدوري الرئيسي) (الإنجليزية)
- هوي جونز على موقعبيزبول رفرنس.كوم (الدوري الثانوي) (الإنجليزية)